# Сценарій сну
«Сценарій сну» (англ. Dream Scenario) — американська фентезійна чорна комедія 2023 року, написана та знята Крістоффером Борглі. Фільм створений продюсерами Арі Астером і Ларсом Кнудсеном (компанія Square Peg) разом із Ніколасом Кейджем, Джейкобом Джаффке та Тайлером Кампеллоне. У головних ролях: Кейдж, Джуліанна Ніколсон, Майкл Сера, Тім Медоуз, Ділан Гелула та Ділан Бейкер.
Прем'єра фільму відбулася на Міжнародному кінофестивалі в Торонто 9 вересня 2023 року, а 10 листопада 2023 року почався обмежений кінопрокат від компанії A24, 22 листопада він був розширений. Фільм отримав позитивні відгуки та був номінований на кілька нагород, зокрема Ніколас Кейдж — на премію «Золотий глобус» за найкращу чоловічу роль.

## Сюжет
Пол Метьюз — звичайний викладач біології, який якимось чином починає з'являтися у снах людей по всьому світу, зазвичай, як беземоційний свідок дивних та комічних подій. Журналістка Клер, колишня дівчина Пола в коледжі, теж каже йому, що він з'являється в її снах. Клер просить дозволу на написання статті про ці події, і Пол погоджується. Вона додає його фотографію та профіль у Facebook до статті, що призводить до реакції сотень людей, які ніколи не зустрічали Пола, але впізнають його як персонажа своїх снів. Хоча Пол насолоджується увагою і медійністю, що сприяє популярності його майбутньої книги, проте його дратує своє зображення у снах як пасивного та нецікавого персонажа.
Дружина Пола, Джанет, питає в чоловіка, чому він не з'являється в її снах; вона каже йому, що хотіла б побачити уві сні, як він врятує її, одягнений у комічний костюм музиканта Talking Heads Девіда Байрона.
Після того, як людина із психічними проблемами бачить Пола у своїх снах та вламується до його будинку і намагається вбити, Пол підписує контракт із рекламною компанією. Голова компанії Трент намагається продати Пола як представника бренду Sprite, але марно, оскільки Пола більше цікавить використання кампанії для представлення його книги і пошуки видавництва. Помічниця Трента зізнається, що мала еротичні сни про Пола, і вони пробують відтворити один із них, попри те, що Пол одружений, але спроба закінчується конфузом Пола.
Пізніше він дізнається, що колишня колега публікує статтю на наукову тему, про яку Пол думав писати свою книгу.
Присутність Пола у снах раптово стає надто насильницькою та ворожою до людей, які бачать ці сни. Пола відсторонюють від викладання, оскільки студенти відмовляються відвідувати його курси. Очевидці починають помічати Пола в громадських місцях і протестують проти його присутності, що призводить до бійки в кафе. Репутація Пола починає впливати на кар'єру Джанет, і вона просить його розглянути можливість публічно перепросити; але він гнівно відкидає її пропозицію. Після того, як він бачить кошмарний сон, в якому переслідує сам себе з арбалетом, Пол записує відео, в якому перепрошує перед людьми, але робить це нещиро і Джанет змушує його покинути дім.
Пол намагається потрапити на шкільну виставу своєї молодшої дочки, де йому заборонили бути, та випадково травмує вчительку дверима, що викликає суспільний резонанс.
Через якийсь час сни із Полом припиняються, і внаслідок виявлення спільної підсвідомості виникає технологія подорожі снами, переважно для використання її в рекламі.
Джанет розлучена з Полом і зустрічається зі своїм колегою. Пол вирушає у сумнівної якості тур у Францію, щоб продати свою автобіографію «Сценарій сну» (англ. Dream Scenario), яку без його згоди перейменували на «Я ваш кошмар» (фр. Je suis ton cauchemar). Пізніше Пол використовує винайдену технологію подорожей снами, щоб потрапити в одне зі сновидінь Джанет і врятувати їй життя, одягнувши костюм Девіда Байрона.

## Актори
| Актор              | Роль                                         |
| ------------------ | -------------------------------------------- |
| Ніколас Кейдж      | Пол Метьюз професор коледжу                  |
| Джуліанна Ніколсон | Джанет Метьюз дружина Пола                   |
| Майкл Сера         | Трент керівник компанії вірусного маркетингу |
| Тім Медоуз         | Бретт декан коледжу Пола                     |
| Ділан Гелула       | Моллі помічниця Трента                       |
| Ділан Бейкер       | Річард колега Пола                           |
| Кейт Берлант       | Мері діловий партнер Трента                  |
| Лілі Берд          | Софі Метьюз молодша дочка Пола               |
| Джессіка Клемент   | Ханна Метьюз старша дочка Пола               |
| Девід Кляйн        | Енді студент Пола                            |
| Кара Волчофф       | Кендіс психолог                              |
| Ной Сентінео       | Ділан студент Пола                           |
| Ніколас Браун      | Браян Берг                                   |
| Ембер Мідфандер    | Гейлі                                        |
| Лілі Гао           | рієлторка                                    |

## Виробництво
У серпні 2022 року A24 анонсувала фільм, до акторського складу якого увійдуть Ніколас Кейдж, Джуліанна Ніколсон, Майкл Сера, Тім Медоуз, Кейт Берлант, Ділан Бейкер і Ділан Гелула.
Основні зйомки розпочалися в Торонто, Канада, в жовтні 2022 року і завершилися в листопаді того ж року.

## Випуск
Прем'єра «Сценарію сну» відбулася 9 вересня 2023 року як фільм-відкриття в програмі Platform Prize на Міжнародному кінофестивалі в Торонто. A24 розповсюдила його в Сполучених Штатах в обмеженому прокаті 10 листопада 2023 року, а потім у розширеному прокаті 22 листопада. Розповсюдженням у Канаді, Новій Зеландії та Австралії займалася VVS Films.

## Сприйняття

### Критика
Фільм отримав загалом схвальні відгуки критиків.
На вебсайті агрегатора рецензій Rotten Tomatoes 91 % із 203 відгуків критиків є позитивними із середньою оцінкою 7,5/10. Консенсус вебсайту звучить так: «Приходьте до Dream Scenario, щоб отримати найкращу роботу Ніколаса Кейджа — і залиште обмірковувати все, що воно має сказати про мінливі примхи попкультури». Metacritic, який використовує середньозважену оцінку, поставив фільму оцінку 74 зі 100 на основі 47 критиків, вказуючи на «загалом схвальні» рецензії.